# 西垦山
西垦山，位于中华人民共和国浙江省东北部舟山群岛中部的一座岛屿，隶属于浙江省岱山县岱西镇管辖。西垦山地处岱山岛西北岸外1.4千米处，长900米，最宽处400米，海岸线长4.25千米，陆地面积0.285平方千米，最高点海拔63.6米。西垦山岛岸线曲折，多岬角、湾岙。岛上有建筑用石料(凝灰岩)矿开采作业。
2013年，岱山本岛北部促淤围涂工程启动，计划在岱山岛北部促淤造陆3万亩。工程先期建设的野猪头—东垦山（长1468米）和西垦山—东垦山（2370米）两条促淤堤分别于2014年10月25日和2015年8月15日完工，使得西垦山与东垦山及岱山岛连为一体。